# Almudèver
Almudèver (en aragonès: Almudébar, en castellà Almudévar, oficialment Almudévar-Almudébar) és un municipi aragonès situat a la província d'Osca i enquadrat a la comarca de la Foia d'Osca. Apareix per primer cop el 1083 quan el rei Sanç I d'Aragó i Pamplona el va entregar al monestir de San Juan de la Peña.

## Entitats de població
Compta amb tres pedanies: 
- Artasona d'Almudébar. Està situat a 401 metres sobre el nivell del mar. L'any 1991 el llogaret tenia 110 habitants.[5] Hi destaca el castell d'Artasona, situat a 8 quilòmetres d'Ayerbe.[6]
- San Jorge. Barri nascut amb el pla de regs de Monegres. Està situat a 412 metres d'altitud. Tenia 143 habitants l'any 1991.[7]
- Valsalada, barri situat a l'antic desert de La Violada. Va néixer també amb el pla de regs de Monegres. Està situat a 422 metres sobre el nivell del mar. L'any 1991 el llogaret tenia 174 habitants.[8]

## Agermanaments
- Lenveja